# Рударски центри у Дарданији
Рударски центри у Дарданији настали су у периоду Римског царства крајем првог века, када је започео процес насељавања Дарданије, односно јужне области горњомезијске Дарданије (данас Косова и Метохије), и експлоатације рудних ревира, који су у основни и били разлог романизације ових крајева. Рударство и металургија за Римско царство били су од велике важности, пре свега због стабилност новчаног система, за коју је било потребно постојање среброносних рудника, тако да је то био један од примарних разлога због кога је рударска активност у провинцијама царства била посебно значајна.

## Предуслови
Дарданија је назив античке регије на централном Балкану, коју су насељавали Дарданци. Пре римског освајања, Дарданија је била независна краљевина. Након пада под римску власт, подручје Дарданије укључено је у провинцију Мезију, да би Римљани касније формирали посебну провинцију Дарданију. Поделом Римског царства, ова провинција ће наставити да постоји у оквиру Византије, све до словенског насељавања на Балкан у 6-7. веку.
Провинција Мезија формирана је 15. године после Христа, да би већ 86. године Домицијан извршио реформу ради лакше одбране северне границе и Мезију поделио на две провинције – Горњу и Доњу Мезију, приликом чега је територија Дарданије (Косова и Метохије) припала Горњој Мезији. На северу, граница провинције Горње Мезије обухватала је подручје од ушћа Саве у Дунав па низводно до ушћа Цибрице, на југу је обухватала област данашњег Косова и Метохије и северну Македонију, док западна граница није сасвим прецизно утврђена, и највероватније је ишла источно од Дрине.
Новним реформама крајем 3. века, у време Диоклецијана, источни делови провинције Горње Мезије припали су новооснованој провицији Дачиа Респенси (лат. Dacia Repensis), док су јужни делови (са данашњим Косовом и Метохијом) припали Дарданији.

## Античко рударство и металургија
Како традиција у експлоатисању рудника у делу Римског царства, која је прво почела само на простору Италије није била дуга, због малих залиха руде. Зато су Римљани одлучили да форсирају рударску актвиност у новооснованим провинцијама, у којима су вршили експоатиацију великих количина квалитетне руде која је царству доносила велике приходе. Значајну улогу у томе имали су и балканско-подунавски рудници Паноније, Далмације, Норика и Горње Мезије, који су припадали једном царинском округу (лат. porotirum Illyrici), чинећи тако јединствену целину. По броју највише су се издвајали мезијски рудници, јер је Мезија (према бројним изворима), важила за провинцију рударства, као што је у том историјском раудобљу Африка сматрана провинцијом жита.
Територија Дарданије као и остале провинције у Римском царству у правном погледу припадале су римском народу, односно сенату и императору као њиховим представницима. По овом пропису рудници, као и остала значајна налазишта, заједно са царским њивама, пашњацима, шумама и насељима, улазили су у састав царске благајне (лат. fiscus). Због разуђености рудоносне жице границе рудничке територије финесметалорум (лат. finesmetallorum) по правилу су обухватале знатне, али расцепкане површине са неколико насеља ранга вици и кастала (лат. vici и castella). У једном од њих био је део рудничке управе, директно везан за саму рударску активност, а статус насеља зависио је од његовог богатства, насељености и потребе судске самосталности.
Већина рудника припадала је цару, а у погледу управе њихова територија је била изузета из надлежности провинцијског управника и поверена царском прокуратору, (односно нису зависили од провинцијске управе, већ су представљали самосталне области у царском власништву). У име цара њима су управљали прокуратори (лат. procurator metallorum), који су прво били царски ослобођеници, а од краја 2. века и племенскои сталеж.
У раноантичком периоду у Дарданији су настале две велике категорије рудника: јавни и приватни. Јавни рудници, су давани у закуп. Сам процес закупа надгледао је специјални државни службеник прокуратор (лат. comes или procurator metallorum), под којим су били чиновници нижег ранга (лат. subprocurator, commentariensis, tabularius, dispensator villicus). У јавним рудницима ноћу су радили радници, ратни заробљеници или они који су били осуђени на рад под земљом (лат. metallari), а током дана рудари (лат. metallici). Рудари су били пореклом из разних окупраних земаља. Тако да је поред мањег броја староседелаца, било и оних страног порекла, најчешће грчког и малоазијског, који су царским декретима пресељених у рудоносне области ради интензивније експлоатације минералних блага и побољшање економске ситуације у тим областима.

## Први рударски центри у западној Дарданији
Први рударски центри у западној Дарданији настали су надомак Сочанице и недалеко од Грачанице, иако у римским итинерарима нису забележени. Поред њих су биле распоређене мање војне јединице, чији је примарни задатак био да одржавају ред и штите руднички регион. Сталним порастом броја становника, који су царским декретима насељавани углавном из хеленофоних области на малоазијској обали, наведени центри постали су романизована насеља са муниципалним статусом. Насеље крај Грачанице, како показују писани споменици, стекло је ранг муниципијума у време Трајана и добило је назив Улпијана лат. (Ulpiana). Током друге половине 2. века исти статус имало је и сочаничко насеље, под именом Муниципијум Дарданорум. Формирањем нових муниципијума, руднички ревири су и даље остали под непосредном контролом царских управника, окружени територијом која је била додељена муниципалним властима. Тако су нпр. велике земљишне поседе на територији Дарданије (данашњег Косова) држали чланови сенатске породице Фурија.
У административном погледу рудници Горње Мезије били су подељени у две зоне:
Прва зона рудника
Ову зону рудника чинили су дардански рудници на југу Горње Мезије. Рудници Дарданије били су подељени на најмање пет рудничких региона, са центрима: лат. Municipium Dardanorum, Ulpiana, Lamodum, Remesiana и Timacum Minus. То је област која обухвата ибарске, јањевске, кумановске, ремесијанске и раванске руднике, у којима се највише експлоатисало сребро са оловом и златоносно сребро, али су топљене и руде гвожђа, бакра и живе. Управа целокупних дарданских рудника налазила се у Улпијани, док се једно од најзначајнијих насеља ибарског региона, са свим карактеристикама металуршког и урбанистичког рударског центра, налазило код Сочанице, познато као Муниципијум Дарданорум (лат. Municipium Dardanorum). 
Друга зона рудника
Ову зону чинила су три рудничке области на северу, названи једним именом лат. ripa Danuvii. Материјални остаци рударске активносту у северним регионима Горње Мезије нису били сразмерни значају и улози коју је, судећи према писаним изворима, имала јужна област горњомезијске провинције.

## Рударске регије у Дарданији
У римском периоду када је преоцес експлоатације руде толико интензивиран основана су два велика рударска центра или регије, ибарска и јањевска, Ова два центра временом ће прерасти у велика и највећа античка насеља у Западној Дарданији (данас Косову и Метохији), са одликама муниципалног карактера. У ибарском региону такво насеље и рударки центар налазило се код села Сочанице, познато као Муниципијум Даеданорум, а у јањевском региону одлике града и рударског центра имало је насеље Улпијана код Грачанице.